# Riding Hero
Riding Hero es un Videojuego de carreras desarrollado y editado por SNK en 1990 para Neo-Geo MVS, en 1991 para Neo-Geo AES y en 1995 para Neo-Geo CD (NGM 006).